# Ophichthus unicolor
Ophichthus unicolor är en fiskart som beskrevs av Regan, 1908. Ophichthus unicolor ingår i släktet Ophichthus och familjen Ophichthidae. Inga underarter finns listade i Catalogue of Life.